# Francisco Correa Sánchez
Francisco Correa Sánchez (Casablanca, Marruecos, 31 de octubre de 1955) es un empresario español, líder de la trama de corrupción conocida como Caso Gürtel, motivo por el cual fue detenido y condenado por las autoridades españolas en 2009. Estuvo encarcelado en prisión preventiva bajo la acusación de haber cometido los delitos de cohecho, tráfico de influencias, blanqueo de capitales, fraude fiscal, asociación ilícita y falsificación documental. El 11 de junio de 2012 salió de la cárcel de Soto del Real, gracias a la fianza de 200 000 euros pagada por su madre, aunque todos los días deberá presentarse ante el juzgado. Además, sigue manteniendo su estatus de imputado por la lista de supuestos delitos que se le imputan. Acumula 92 años de cárcel y aún se enfrenta a peticiones de pena por 77 más.
Entre sus conocidos y allegados le gustaba hacerse llamar Don Vito, en referencia al conocido personaje ficticio de El padrino. Su apellido ha dado nombre a toda la Investigación judicial, ya que en alemán «Gürtel» se traduce como "cinturón", vocablo semejante a «Gurt», que significa "correa". 

## Biografía
Nacido a mediados los años 50 en la ciudad marroquí de Casablanca, ciudad en el cual pasó sus primeros años. Él y sus padres se trasladaron a Madrid a comienzos de la década de los 60, donde a los 13 años empezó a trabajar en un hotel como botones. Desde su infancia dominó el francés además del español, lo que le sería muy útil en su primera etapa laboral a la hora de tratar con turistas extranjeros. Durante un viaje organizado a Palma de Mallorca conoció a la que sería su primera mujer, María Antonia Puerto Guzmán, con la que llegó a tener un hijo que nació enfermo de fibrosis quística y que moriría a los 13 años, en 1996. A principios de 2009 María Antonia, en una carta al director del Diario El Mundo, denunció que Correa los había dejado abandonados a su suerte desde muy pronto y que nunca se preocupó por la siempre quebradiza salud de su hijo.
En 1997 se casó en Marbella (localidad a la que viajaba frecuentemente) con Carmen Rodríguez Quijano, con quien ya venía manteniendo una relación sentimental desde hacía algún tiempo. Años después, con esta segunda esposa tendría una hija. Fue a partir de estas fechas cuando empezó sus contactos con el Partido Popular (PP), empezando también su principal etapa empresarial.

### Actividad empresarial
Correa dirigía varias empresas muy estrechamente vinculadas al PP, entre ellas Special Events, que durante algunos años organizó importantes eventos para el partido. La influencia económica de Correa en el PP alcanzó su máximo nivel en la época de los gobiernos de José María Aznar. Era amigo del yerno de Aznar, Alejandro Agag, de cuya boda fue testigo y una de las personas que ha aparecido en la contabilidad de la trama corrupta. Por estas fechas ya empezó a tener importantes relaciones económicas con algunos ayuntamientos y comunidades autónomas gobernados por el PP, a través de sus empresas y múltiples filiales. Según las investigaciones de la Agencia Tributaria, en pocos años lograron establecer una compleja red de pagos, sobornos y evasión de impuestos, evitando siempre cualquier tipo de control fiscal.
Por su parte, Carmen Rodríguez Quijano fue jefa de gabinete de Guillermo Ortega, alcalde de Majadahonda, quien concedió diversos contratos a Special Events, de la cual Quijano era gerente. Además de Special Events, Correa también controlaba otras tres empresas, entre ellas Servimadrid, a la cual se concedieron diversos créditos en la Comunidad de Madrid por parte del gobierno autonómico de Esperanza Aguirre. En la Comunidad Valenciana también se concedieron contratos a las empresas de Correa por parte del Partido Popular. La filial de Special Events en Valencia, Orange Market, estaba presidida por Álvaro Pérez, conocido como "el Bigotes", gran colaborador de Correa e íntimo amigo del presidente del PP valenciano, Francisco Camps y asesor externo de José María Aznar durante sus años de gobierno. Orange Market habría organizado diversos eventos del Partido Popular y para el gobierno autonómico en Valencia. Tras la derrota del PP en las Elecciones generales de 2004, su estructura empresarial se vio alterada y se intensificó en algunos lugares, especialmente en el caso de los negocios en la Comunidad Valenciana con el gobierno de Francisco Camps.
Tal y como se hicieron eco numerosos medios de comunicación, el Francisco Correa de estos años destacaba por el elevado nivel de vida que llevaba y la bonanza económica por la que pasaban sus empresas. A finales de 2008, en su momento de mayor esplendor, poseía varios inmuebles y diversas propiedades repartidos por el país y continuaba con el mismo modelo empresarial.

### Escándalo Gürtel
El 6 de febrero de 2009, el juez Baltasar Garzón abrió una investigación por una supuesta trama de corrupción del Partido Popular de Madrid y la Comunidad Valenciana y también en la Costa del Sol. Ese mismo día fue detenido Francisco Correa en una de sus viviendas, localizada en Sotogrande (Cádiz). Otros implicados en la trama corrupta fueron: El alcalde de Boadilla del Monte (municipio al cual estaba presuntamente vinculado Correa), el consejero de Deportes de la Comunidad de Madrid, Alberto López Viejo y el exalcalde de Majadahonda, Guillermo Ortega.
Para el día 12, Correa ya se encontraba en prisión de forma preventiva por orden del juez Garzón. La lista de supuestos implicados en la trama fue haciéndose más amplia, y el 19 de febrero el presidente valenciano Francisco Camps ya es relacionado con el asunto. También se vieron implicados el eurodiputado del PP Gerardo Galeote y el senador y tesorero del partido Luis Bárcenas. Según investigaciones del juez Garzón, Galeote y Bárcenas pudieron recibir de Correa 1.353.000 euros y 652.000 euros, respectivamente. Así, el protagonismo del caso pasó al presidente Camps, que según las investigaciones de Garzón podría haber recibido trajes por el valor de 12.000 euros a cambio de adjudicaciones de contratos a Orange Market. Según el sastre que suministraba la ropa a Camps, el presidente de la Comunidad jamás pagó un solo euro a la tienda, afirmando que los trajes de Camps los pagaba Pablo Crespo, militante del PP y administrador único de Special Events (y a la postre, amigo de Francisco Correa).
El 12 de febrero de 2009 ingresó en la cárcel de Soto del Real, siendo bastante evidente su progresivo estado depresivo a medida que pasaba el tiempo. Su ingreso en prisión y el evidente cambio en sus formas de vida fueron la causa de esta importante decadencia física, que en los primeros momentos fueron motivo de preocupación para la dirección de la prisión. Tras su entrada en la cárcel, un día comentó a otros presos:

¿Qué hago yo aquí entre delincuentes? Yo no soy un delincuente"

Desde 2009, a través de sus abogados solicitó en numerosas ocasiones a la justicia su puesta en libertad, peticiones que han sido denegadas categóricamente al considerarse que seguía existiendo un elevado riesgo de fuga por parte de Correa. No obstante, a comienzos de 2012 la Audiencia Nacional estimó la posibilidad de su puesta en libertad previo pago de una fianza de 1.000.000 €, aunque Correa argumentara la imposibilidad de pagar dicha fianza. Por otro lado, la Fiscalía siguió manteniendo que el riesgo de fuga es muy elevado y por ello ha defendido que permaneciera en prisión preventiva.

### Situación actual
Finalmente, el 11 de junio de 2012 sale de la cárcel de Soto del Real (Madrid), gracias a la fianza de 200.000 euros pagada por su madre. No obstante, sigue estando imputado bajo la acusación de haber cometido los delitos de cohecho, tráfico de influencias, blanqueo de capitales, fraude fiscal, asociación ilícita y falsificación documental. El juez le ha retirado el pasaporte y tiene prohibido abandonar el país. Además, todos los días deberá presentarse ante el juzgado.
Tras su puesta en libertad decidió volver a instalarse en su lujosa vivienda de Sotogrande, con su familia, aunque la vuelta dista mucho de ser como antes de la detención. Sus vecinos se han mostrado distantes o molestos con su regreso, y los clubes sociales de la zona tampoco están dispuestos a readmitirle tras el escándalo de la trama Gürtel. Además, sigue manteniendo la mayor parte de sus bienes embargados por el Estado. Lejos de atenuarse su calvario judicial, en septiembre de 2012 las autoridades norteamericanas facilitaron a la Justicia española datos de sus cuentas en EE. UU. y Gibraltar. Anteriormente su primo y principal testaferro, Antoine Sánchez, se había mostrado dispuesto a alcanzar algún acuerdo y colaborar con la Justicia en contra de Francisco Correa, dada la difícil situación económica que él mismo manifestó ante sede judicial. Se mostró dispuesto a tirar de la manta, dado que manifestó desconocer el verdadero sentido de las prácticas de la trama y la creencia de que todo se hacía de forma legal. Correa aseguró creer que el secretario general del Partido Popular aprobaba todos los gastos para campañas electorales.
En 2017, Francisco Correa es implicado en el caso de los llamados Paradise Papers (evasión fiscal).
El 8 de mayo de 2018 el Tribunal Supremo confirmó la sentencia del Tribunal Superior de Justicia de la Comunidad Valenciana de 2017 por la que fue condenado a una pena de prisión de 13 años por la rama valenciana del caso Gürtel conocida como caso FITUR por los amaños de contratos entre la Generalitat Valenciana y los integrantes de la trama encabezada por él entre 2005 y 2009.
El 20 de noviembre de 2019 la Audiencia Nacional condenó a Francisco Correa y a Pablo Crespo a tres años de cárcel y 7 de inhabilitación por delitos continuados de falsedad cometida por funcionario público y prevaricación por la adjudicación de tres contratos a las empresas del Grupo Correa en relación con la participación de la ciudad de Jerez de la Frontera en Fitur 2004.
En 2022 el Tribunal Supremo confirmó 3 años de prisión y multa de 36.000 euros para Francisco Correa y su número dos, Pablo Crespo, por la adjudicación a la trama de tres contratos por parte del Ayuntamiento de Jerez para Fitur 2004. Desestima el Tribunal Supremo el recurso de Correa contra la resolución de la Audiencia Nacional que le condenó a la citada pena de prisión como cooperador necesario de un delito continuado de falsedad además de otro de prevaricación, por el que fue sentenciado a siete años de inhabilitación.
En junio de 2023,  Francisco Correa ha recibido el tercer grado por el Juzgado Central de Vigilancia Penitenciaria de la Audiencia Nacional que ha considerado su evolución "muy positiva" durante los años que lleva cumplidos de condena.